# Essi Unkuri
Essi Unkuri (* 16. Mai 1998 in Vaasa) ist eine finnische Schauspielerin und Model und Gewinnerin eines Schönheitswettbewerbs.

## Leben und Karriere
Von 2017 bis 2021 besuchte Unkuri die Fachhochschule Haaga-Helia.
Sie trat 2017 bei einer Episode in Pelimies auf. Später war sie bei einer Folge in Rantabaari zu sehen. Außerdem wurde sie 2018 für den Film MC-Helper 3 gecastet. 2021 bekam sie in dem Film The Creeps eine Hauptrolle. Danach spielte sie 2022 in einer Episode in Salatut elämät mit.
Sie nahm 2017 am Finale der Miss Suomi teil, schaffte es jedoch nicht unter die ersten drei. 2021 gewann sie diesmal in Miss Suomi den ersten Platz. Zudem vertrat sie 2022 ihr Land in Miss Universum. Unkuri lebt mit Viljami Harjuniemi in Helsinki zusammen.

## Filmografie
Filme
- 2018: MC-Helper 3
- 2021: The Creeps

Serien
- 2017: Pelimies
- 2019: Rantabaari
- 2019: Salatut elämät